# Филипов, Роман Николаевич
Рома́н Никола́евич Фили́пов (13 августа 1984, Воронеж, РСФСР, СССР — 3 февраля 2018, близ Серакиба, Идлиб, Сирия) — российский военный лётчик, заместитель командира эскадрильи 187 гвардейского штурмового авиационного полка, гвардии майор. Герой Российской Федерации (2018, посмертно).
Погиб 3 февраля 2018 года при выполнении боевого задания в Сирийской Арабской Республике.

## Биография
Родился 13 августа 1984 года в Воронеже. Отец Николай Серафимович Филипов — военный лётчик, был штурманом на Су-24. Мать Елена Викторовна — медсестра. Младшая сестра — Маргарита.
В 2001 году окончил среднюю общеобразовательную школу № 85 Воронежа. Хорошо учился, увлекался спортом, мечтал стать лётчиком. Проходил обучение в Армавирском центре Краснодарского высшего военного авиационного училища лётчиков имени Героя Советского Союза А. К. Серова. На 4 курсе перевёлся в филиал в Борисоглебске и продолжил учёбу в Борисоглебском учебном авиационном центре подготовки лётного состава имени В. П. Чкалова.
С 2006 года служил в 187-м гвардейском штурмовом авиационном полку (войсковая часть № 13984) в селе Черниговка Приморского края. Прошёл все должности от старшего лётчика до заместителя командира эскадрильи штурмового авиаполка Восточного военного округа, откуда и был откомандирован в расположение авиационной группы ВКС России в Сирии, где принимал участие в военных операциях в качестве командира звена штурмовиков Су-25СМ. Филипов был лётчиком-асом штурмовой авиации, неоднократно принимал участие во всероссийских военных манёврах «Авиадартс», где в 2013 году занял второе место среди штурмовиков. Являлся военным лётчиком первого класса, в общей сложности налетал 1300 часов и совершил около 80 боевых вылетов.

## Последний бой
В ходе гражданской войны в Сирии 3 февраля 2018 года при выполнении вылета в провинции Идлиб ведущий в паре российский штурмовик Су-25СМ под управлением майора Филипова был сбит вблизи города Серакиб выстрелом из переносного зенитного ракетного комплекса. Журналисты В. Н. Баранец и А. И. Коц отмечают, что, по оценке опрошенных ими экспертов, ПЗРК был, предположительно, системы «Стингер»; согласно другим данным, это был ПЗРК советского производства. Член сирийской группировки «Джейш Идлиб Хур» Махмуд Хадж Исмаил с позывным «Кастро» заявил, что сбил российский штурмовик из зенитной установки ЗУ-23-2. Лётчик попытался удержать самолёт в воздухе и доложил, что атакован ракетой, после чего катапультировался. На земле пилот попал в окружение противника и погиб в последовавшем за этим бою: отстреливаясь от нападавших из пистолета Стечкина, был тяжело ранен, а затем подорвал себя и приблизившихся повстанцев гранатой со словами «Это вам за пацанов!». Ведомый командира звена штурмовиков поддерживал командира огнём с воздуха, выполнил несколько атак, обстрелял машины, которые приближались к оливковой роще, где находился Роман, уничтожил два автомобиля и покинул зону только по аварийному остатку топлива.
Сбитый самолёт Су-25СМ (с бортовым номером 06 и войсковым, регистрационным номером RF-95486) до этого был приписан к авиаполку на Кубани, а затем в 2014 году передислоцирован в Крым, где числился в составе 37-го смешанного авиационного полка 27-й смешанной авиационной дивизии 4-й армии ВВС и ПВО Южного военного округа, дислоцированного на авиабазе «Гвардейское».
Ответственность за поражение из ПЗРК взяли на себя члены террористической организации «Джабхат Фатх аш-Шам» (известная ранее как «Джебхат ан-Нусра») и повстанческой «Сирийской свободной армии» (группировка «Джайш ан-Наср» в её составе). По заявлению министерства обороны, ответным высокоточным ударом российских военных в данном квадрате было уничтожено три десятка бойцов противника, с последующим проведением зачистки территории подразделениями специального назначения Сирийской арабской армии при поддержке ВКС России с целью эвакуации тела лётчика и деталей самолёта для установления типа ПЗРК. С этой же целью были проведены и спецоперации российскими и турецкими спецслужбами.
18 марта 2020 года съёмочной группой ВГТРК военного корреспондента Евгения Поддубного найдено место гибели лётчика в освобожденной от террористов провинции Идлиб.

## Прощание и похороны
6 февраля 2018 года тело погибшего лётчика было доставлено на подмосковный военный аэродром Чкаловский.
Утром 8 февраля на аэродроме Чкаловский состоялась церемония прощания с участием министра обороны Российской Федерации генерала армии Сергея Шойгу и членов коллегии Министерства обороны Российской Федерации, после чего гроб с телом Филипова был доставлен спецбортом военно-транспортной авиации в Воронеж.
Прощание родных, близких, сослуживцев и жителей города с Романом Филиповым прошло в Доме офицеров в Северном жилом районе Воронежа. В траурных мероприятиях принял участие главнокомандующий ВКС России генерал-полковник Сергей Суровикин. Отпевание лётчика совершено митрополитом Воронежским и Лискинским Сергием в церкви иконы Божьей Матери «Взыскание погибших».
Похоронен с воинскими почестями под оружейные залпы 8 февраля 2018 года на Аллее Славы Коминтерновского кладбища Воронежа рядом с братской могилой военных лётчиков.

## Личная жизнь
Жена — Ольга Сергеевна, родом из Борисоглебска. Дочь — Валерия (2013 года рождения). Жил в Воронеже на улице Шендрикова 12 квартира 21

## Награды
- Герой Российской Федерации (6 февраля 2018, посмертно) — «за героизм, мужество и отвагу, проявленные при исполнении воинского долга». Награда вручена Президентом России родственникам в Кремле в День защитника Отечества 23 февраля 2018 года[2][11],
- Медаль «За отличие в военной службе» 2-й степени (2016),
- Медаль «За отличие в военной службе» 3-й степени (2011),
- Медаль «Участнику военной операции в Сирии».

## Память
- В родном Воронеже его имя присвоено школе № 85[35], 10 февраля 2018 года на здании школы установлена мемориальная доска[36], 15 июня 2018 года открыт бронзовый бюст Филипова, в одном из классов установлена парта Романа Филипова[37]. Также имя лётчика присвоено новой улице в Центральном районе Воронежа[37][38].
- Улицы имени Филипова появились в Тюмени[39], Борисоглебске[40], Владивостоке[41], Калининграде[42]. Также предложено назвать именем Романа Филипова улицу в Новосибирске[43].
- В марте 2018 года имя майора Романа Филипова присвоено штурмовику Су-25СМ 187-го гвардейского штурмового авиационного полка. Бортовой номер 06[44].
- Авиационно-транспортная компания «Ямал» назвала один из своих бортов Sukhoi Superjet 100 (бортовой номер RA-89073) именем лётчика Романа Филипова[45].
- В Краснодаре на аллее славы лётного училища, которое окончил Филипов, 18 июля 2018 года открыт бронзовый бюст лётчика[46].
- Бюст Романа Филипова был открыт 2 февраля 2019 года на территории 187-го гвардейского штурмового авиационного полка ВВО в приморском посёлке Черниговка, где он проходил службу[47].
- Бюст Романа Филипова был открыт 4 февраля 2021 года на территории авиабазы ВКС России в Сирии Хмеймим[48].
- В Борисоглебске на базе 3-го авиационного факультета Краснодарского высшего военного авиационного училища летчиков им. А. К. Серова 27 октября 2018 года открыт бюст Романа Филипова[49].
- В Черемхово Иркутской области в октябре 2018 года открыт монумент в память о погибшем лётчике Романе Филипове. Памятник представляет взмывающий в небо самолёт[50].
- В Хабаровске, на территории штаба 11-й армии ВВС и ПВО Восточного военного округа, в августе 2019 года открыт бюст Романа Филипова[51][52].
- В 2019 году авиакомпания «Эйр Экспресс» назвала самолёт бизнес-джет Challenger 850, производства канадской компании Bombardier Aerospace, именем Романа Филипова[53].
- В модификации Cold war[54] к компьютерной игре «В тылу врага: Штурм 2» историческая миссия «Посвящение» описывает подвиг Романа Филипова.
- Памяти Романа Филипова посвятили свои песни несколько российских групп и исполнителей. Группа «Бутырка» песню «Улетают они»[55][56]. Алексей Коркин[57] и Артём Гришанов[58] посвятили свои песни подвигу лётчика. Рязанский коллектив «Дурные мысли» посвятил герою песню «Камнем» (слова и музыка И. Синельников)[59][60]. Музыкальная группа «Джанни Родари» — песню «Муджахеддин»[61]. Российский певец и композитор Сергей Росси — песню «Это вам за пацанов»[62]. Песня «Русский ангел» (музыка Игорь Корнилов, слова Дмитрий Кобылкин)[63][64]
- Упомянут Дмитрием Львовичем Быковом в стихотворении «Антипацанское»[65].
- Художником Студии имени Грекова Ильей Лебедевым написан портрет Романа Филипова[66].
- В 2020 году была открыта памятная мемориальная доска и присвоено имя Филипова школе с. Таёжное Хабаровского муниципального района Хабаровского края[67].
- В сентябре 2021 года в городе Хабаровск средней школе № 26 было присвоено имя Романа Филипова и открыт памятный бюст на территории школы.
- В 2022 году в городе-герое Керчь, в сквере у храма Иоанна Предтечи заложена мемориальная табличка Герою России Роману Филиппову.